# Schuppenpanzer

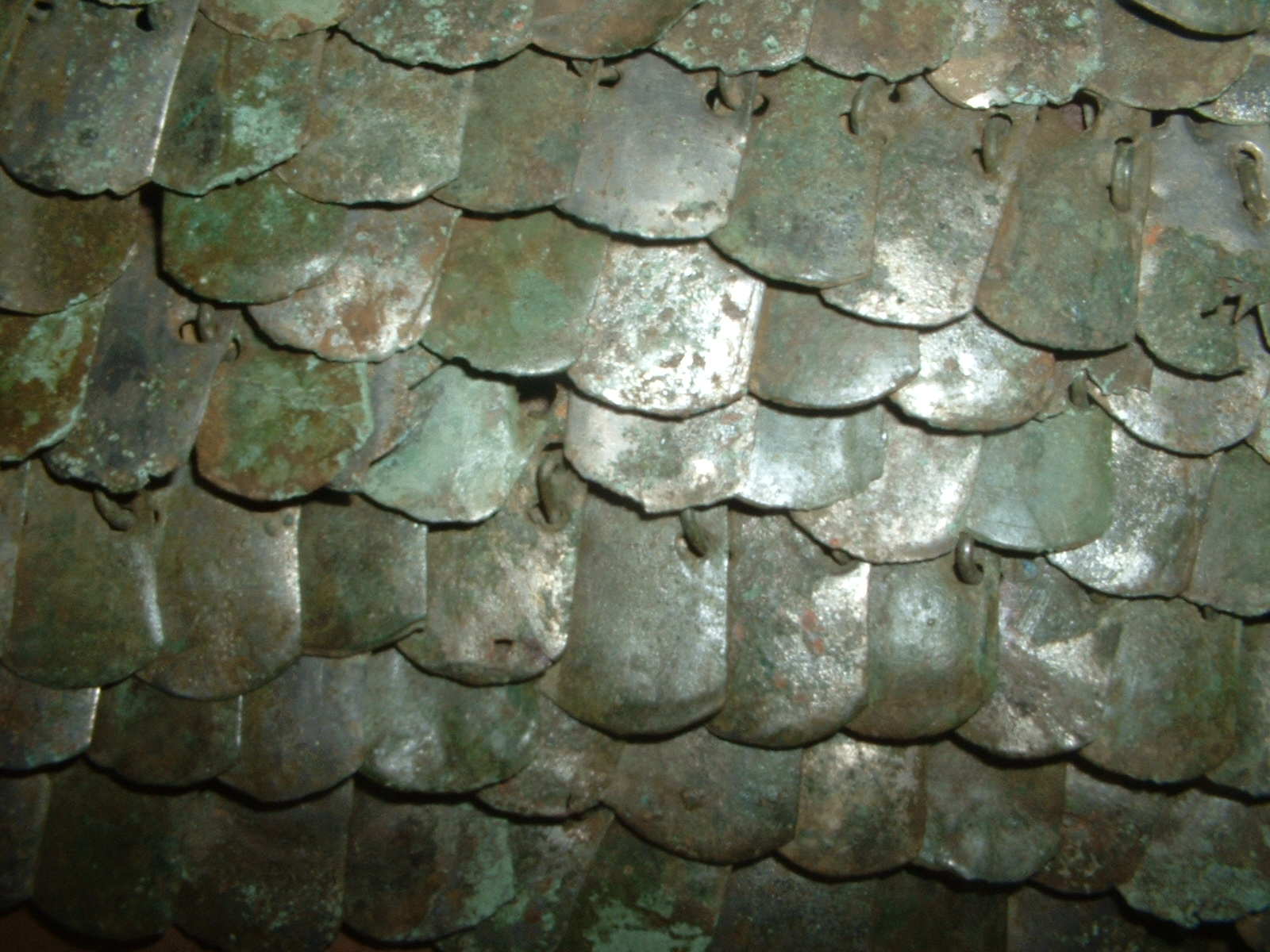
Detail eines originalen römischen Schuppenpanzers

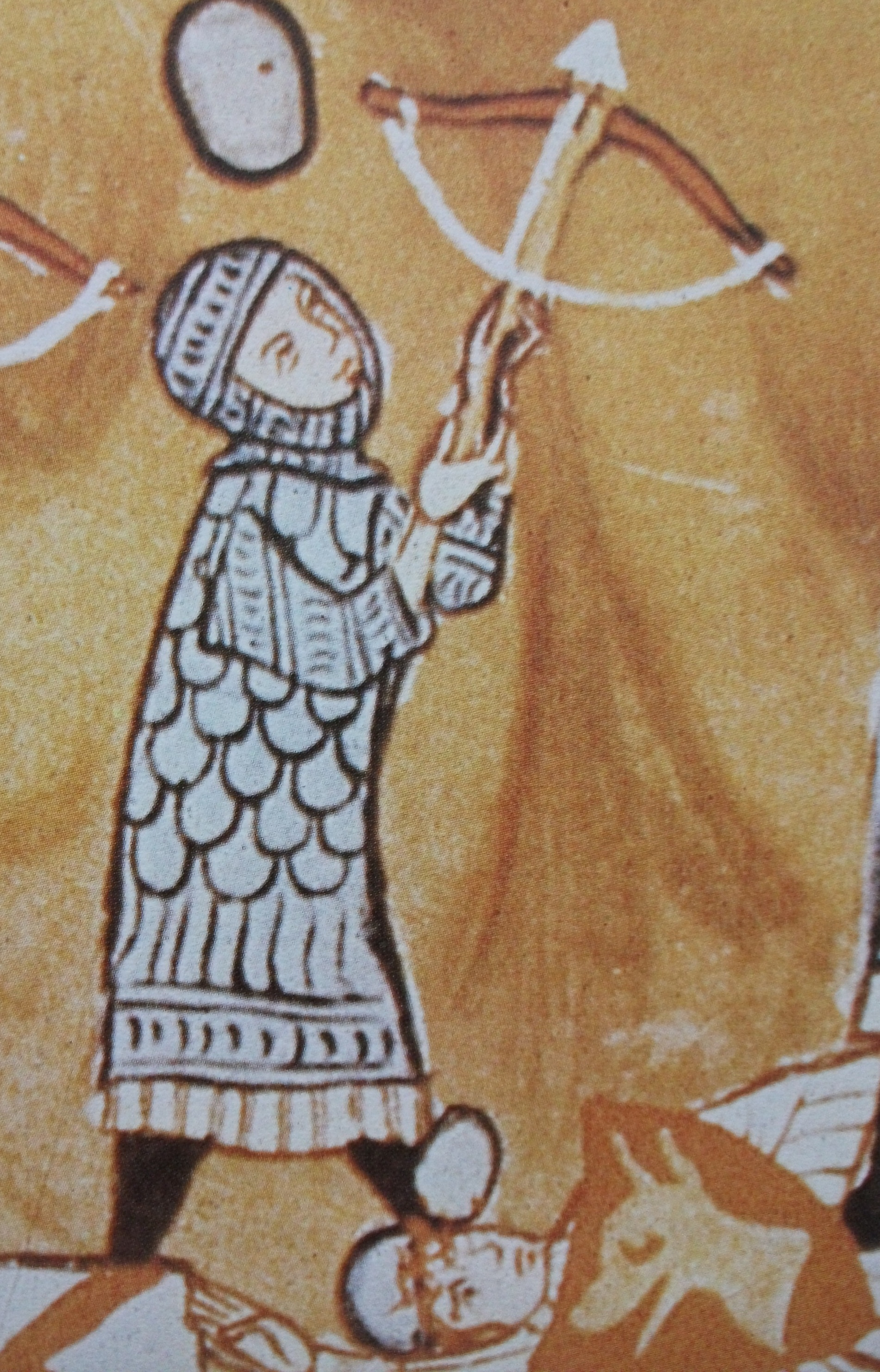
Armbrustschütze mit Schuppenpanzer während der Belagerung der Wartburg (Manessische Handschrift, 1305–1340)

Ein Schuppenpanzer (französisch Jazeran oder Jaseran) ist eine Rüstung, die aus zahlreichen Metallplättchen (Blechen) besteht, welche auf einer festen Unterlage wie zum Beispiel Stoff oder Leder angebracht sind. Aus dem Schuppenpanzer entwickelte sich im Fernen Osten der Lamellenpanzer, der aus zahlreichen miteinander verbundenen Metallplättchen besteht, die nicht an eine feste Unterlage vernäht oder vernietet sind. Bei diesen beiden Rüstungstypen handelt es sich um die ältesten Arten von Metallrüstungen in der Geschichte der Menschheit.

## Beschreibung
Bereits die alten Ägypter verwendeten ungefähr seit dem 16. Jahrhundert v. Chr. Schuppenpanzer. Diese Schuppenpanzer bestanden aus zahlreichen Bronzeplättchen, die auf verstärkte Kleidung oder einen Lederpanzer genietet oder genäht wurden. Es gab sogar Schuppenpanzer, die aus gehärteten Lederplättchen bestanden, welche auf einen Leinenpanzer genäht wurden.
Auch bei den alten Griechen wurden manchmal Schuppenpanzer benutzt, zunächst aus Bronzeplättchen, nach dem Anbruch der europäischen Eisenzeit auch aus Eisenplättchen. Wichtiger war er aber im Osten, z. B. bei der schweren Kavallerie der alten Perser und bei anderen Völkern des heutigen Irans.
Die Römer verwendeten ebenfalls den Schuppenpanzer, welcher von ihnen als Lorica squamata bezeichnet wurde. Auch hier kamen als Material sowohl Bronze als auch Eisen zum Einsatz. Eine Besonderheit der römischen Schuppenpanzer stellt die fischschuppenartige Form der Metallplättchen dar. Neben diversen anderen Rüstungsarten verwendeten die Römischen Legionen bis zum Untergang des Weströmischen Reiches Schuppenpanzer. In Byzanz wurde diese Rüstung danach weiter verwendet.
Im Frühmittelalter, zur Zeit der Karolinger Franken, erlebte der römische Schuppenpanzer in verändertem Aussehen eine Renaissance. Er wurde vor allem von der Spezialeinheit der Panzerreiter verwendet. Das Aussehen dieser Rüstungen kennt man lediglich aus Schrift- und Bildquellen (Psalter). Funde wurden bisher nicht gemacht.
Im Hochmittelalter war nach weit verbreiteter Meinung der bewegliche Kettenpanzer die bevorzugte Metallrüstung der Ritter, doch wurden auch während dieser Epoche Schuppenpanzer verwendet, die leichter herzustellen und billiger waren als Kettenpanzer.
Im späten Mittelalter kamen verschiedene Sonderformen des Schuppenpanzers auf, die allesamt deutlich erschwinglicher waren als ein Plattenpanzer und deshalb vor allem vom einfachen Fußvolk verwendet wurden. Als Beispiel sei hier die Brigantine genannt, die aus hunderten dicht übereinanderliegenden Eisenplättchen besteht, die zwischen zwei Textilschichten eingenäht und vernietet wurden. Eine Brigantine konnte gegen Armbrustbolzenbeschuss getestet werden. Einer der jüngsten Funde wurde im ehemaligen englischen Stützpunkt Jamestown in den heutigen USA gemacht, er stammt aus dem Jahr 1610. Der Schuppenpanzer besteht aus mehr als eintausend überlappenden Eisenplättchen, die zwischen zwei Stoffschichten eingenäht waren. Es wird vermutet, dass dieser eigentlich veraltete Rüstungstyp einen besseren Schutz gegen Pfeilbeschuss durch Indianer bei gleichzeitig besserer Beweglichkeit bot als die zu dieser Zeit üblichen Plattenharnische. Diese deckten nämlich einen kleineren Teil des Körpers ab.
Noch schneller als der Plattenpanzer verlor der Schuppenpanzer seine Existenzberechtigung.
Erst im Ersten Weltkrieg wurde wieder verstärkt mit Rüstungen experimentiert, wobei auch Rüstungstypen erprobt wurden, die an Schuppenpanzer erinnerten, jedoch ohne nennenswerten Erfolg. In neuerer Zeit wurde in Form der Dragon Skin Body Armor etwas Vergleichbares für Schutzwesten geschaffen.